# Eukoenenia patrizii
Espèce
Synonymes
- Koenenia patrizii Condé, 1956

Eukoenenia patrizii est une espèce de palpigrades de la famille des Eukoeneniidae.

## Distribution
Cette espèce se rencontre en Italie en Sardaigne dans la grotte Grotta del Bue Marino et en Espagne dans la province de Valence,,.

## Description
Le mâle décrit par Condé en 1993 mesure 1,85 mm et la femelle 1,60 mm.

## Liste des sous-espèces
Selon Barranco & Mayoral, 2014 :
- Eukoenenia patrizii patrizii Condé, 1956 de Sardaigne en Italie
- Eukoenenia patrizii iberica Barranco & Mayoral, 2014 de la province de Valence en Espagne

## Étymologie
Cette espèce est nommée en l'honneur de Saverio Patrizi.

## Publications originales
- Condé, 1956 : Une Koenenia cavernicole de Sardaigne (Arachnides Microteliphonides). Notes Biospéologiques, vol. 11, p. 13-16.
- Barranco & Mayoral, 2014 : New palpigrades (Arachnida, Eukoeneniidae) from the Iberian Peninsula. Zootaxa, no 3826 (3), p. 544–562.